# Samlerens Forlag
Samlerens Forlag var et dansk forlag grundlagt i 1943 af Børge Priskorn. 
Da Børge Priskorn i 1987 ønskede at trække sig tilbage, blev forlaget solgt til Gyldendalgruppen. Samlerens Forlag blev således et datterselskab til Gyldendal på lige fod med koncernens øvrige datterselskaber.
I januar 2018 blev Samlerens Forlag lagt ind under søsterselskabet Rosinante. Forlagets forfatterskaber forventes ifølge Rosinante at fortsætte uændret.
Samlerens Bogklub er en del af Gyldendals Bogklubber.